# Joseph G. Quinn
Joseph „Joey“ Garcia Quinn ist ein US-amerikanischer Schauspieler, Filmproduzent, Filmregisseur und Drehbuchautor. In seiner Funktion als Filmschaffender liegt sein Fokus auf Kurz- und Dokumentarfilmen.

## Leben
Quinn besuchte die Rogue Film School von Werner Herzog, die er mit höchsten Auszeichnungen verließ. Sein Markenzeichen als Schauspieler ist seine Iris-Heterochromie im rechten Auge, wodurch er eine goldene Augenfarbe hat. Er versucht in all seinen Filmen eine Referenz zu Bob Marley herzustellen.
Er debütierte 2010 im Kurzfilm Believe als Schauspieler, war aber auch für die Produktion, die Regie und das Drehbuch verantwortlich. 2011 hatte er eine Nebenrolle in dem Fernsehzweiteiler Ice – Der Tag, an dem die Welt erfriert und eine Episode in Navy CIS: L.A. inne. Er übernahm kleine Rollen in seinen eigenen Filmproduktionen. 2014 hatte er Besetzungen in Noah und Exodus: Götter und Könige inne.

## Filmografie

### Schauspieler
- 2010: Believe (Kurzfilm)
- 2011: Ice – Der Tag, an dem die Welt erfriert (Ice) (Fernsehfilm)
- 2011: Navy CIS: L.A. (NCIS: Los Angeles) (Fernsehserie, Episode 2x24)
- 2012: Sky Ladder: Explosion (Kurzfilm)
- 2012: Vérité: 'Fire Walk with Me' (Kurzfilm)
- 2013: Deconstructing Pí (Kurzfilm)
- 2014: Omission Report (Fernsehserie, Episode 1x01)
- 2014: Noah
- 2014: Burning Man: Bable
- 2014: The Sound Stage
- 2014: Exodus: Götter und Könige (Exodus: Gods and Kings)
- 2017: Actors Anonymous
- 2018: Scorpio Month

### Filmschaffender
- 2010: Believe (Kurzfilm) (Produktion, Regie, Drehbuch)
- 2010: Freshman Year (Kurzfilm) (Produktion, Regie, Drehbuch)
- 2011: Ice – Der Tag, an dem die Welt erfriert (Ice) (Fernsehfilm) (Produktion)
- 2011: Revolutions (Dokumentation) (Produktion, Regie, Drehbuch)
- 2012: Sky Ladder: Explosion (Kurzfilm) (Produktion, Regie, Drehbuch)
- 2012: Vérité: 'Fire Walk with Me' (Kurzfilm) (Produktion, Regie)
- 2012: Occupy Los Angeles (Dokumentation) (Produktion, Regie, Drehbuch)
- 2012: Exit Through the Museum (Kurzfilm) (Produktion, Regie)
- 2012: Burning Man: Rites of Passage (Dokumentation) (Produktion, Regie, Drehbuch)
- 2012: Burning Man: Metropolis (Dokumentation) (Produktion, Regie, Drehbuch)
- 2012: All in for the 99% (Kurzfilm) (Produktion, Regie)
- 2012: The Question (Dokumentation) (Produktion)
- 2013: Daniel 'Bambaata' Marley Live at Earth Day (Kurzfilm) (Produktion, Regie)
- 2013: Deconstructing Pí (Kurzfilm) (Produktion, Regie)
- 2013: Boulder Mass: 'The Levitation' (Kurzfilm) (Produktion, Regie)
- 2013: Burning Man 2.0 (Dokumentation) (Produktion, Regie)
- 2014: Omission Report (Fernsehserie) (Produktion, Regie, Drehbuch)
- 2014: Timebomb: Anti-Propaganda of the Artists at Elysian (Dokumentation) (Produktion, Regie)
- 2014: Burning Man: Bable (Produktion, Regie)
- 2014: The Sound Stage (Produktion, Regie, Drehbuch)
- 2015: Tower to the People: Tesla's Dream at Wardenclyffe Continues (Dokumentation) (Produktion)
- 2015: Dr Megavolt: From Geek to Superhero (Dokumentation) (Produktion)
- 2018: Scorpio Month (Produktion, Regie, Drehbuch)